# Lygodactylus bivittis
Espèce
Synonymes
- Scalabotes bivittis Peters, 1883
- Microscalabotes bivittis (Peters, 1883)
- Scalabotes hildebrandti Peters, 1883
- Microscalabotes cowanii Boulenger, 1883

Statut de conservation UICN

 VU B1ab(iii) : Vulnérable
Lygodactylus bivittis est une espèce de geckos de la famille des Gekkonidae.

## Répartition
Cette espèce est endémique de Madagascar.

## Publication originale
- Peters, 1883 : Neue Geckonen, darunter drei Arten von Scalabotes, aus der Sammlung des in Madagascar verstorbenen Reisenden J. M. Hildebrandt. Gesellschaft Naturforschender Freunde zu Berlin, vol. 1883, n. 2, p. 27-29 (texte intégral).